# Ceux qui marchent debout
A Ceux qui marchent debout egy francia rezesbanda funk, ska és reggae hatásokkal.
A zenekar neve a Rahan című képregény alapján a „Ceux qui marchent debout”-re változott, ahol így hívták az embereket. Jellegzetességük, hogy a ritmust egyszerre többen adják, mivel megosztják egymás közt az ütős hangszereket.

## Történetük
A zenekart 1992-ben alakította egy Androuze nevű trombitás Toulouse-ban, kezdetben a Les Fils de Crao néven léptek fel.
Androuze hamarosan kilépett a zenekarból, de azóta nem változott a felállás.
1994 től egyre több koncerten, fesztiválon és kulturális eseményen léptek fel, leginkább az utcán vagy bárokban.
1995 júliusában került sor az első komolyabb fellépésre Bootsy Collins amerikai funk zenésszel közösen.
Később a Bastille negyed bárjában felfedezte őket Puis dans un bar du quartier de la Bastille, ils sont repérés par le réalisateur Cédric Klapisch filmrendező aki filmzenét rendelt tőlük a Chacun cherche son chat című készülő filmjéhez.
Ezután egyre több koncertre hívták meg őket, kezdtek híressé válni, és 1997-ben megjelent első albumuk a «Debout !» címmel.
Azóta több albumuk megjelent, és folyamatosan turnéznak.

## Tagok
- Bruno „Proto” Gautheron -trombita
- Sylvain „Tub” Lacombe – harsona
- Serge „Roufi” Calka – soubassophone
- Eric „Tafani” Dubessay -caisse claire és ének
- Cyril „Vitch” Noacco -grosse caisse
- Bruno „Grand” Clark – banjo

## Lemezek
- Nageant dans le brouillard (1993 – k7 – még Les Fils de Crao néven szerepelt a banda)
- Debout ! (1997)
- Your Boddy (1998)
- Lala-lalalala (2000)
- Funky Stuff In A Reggae Style (2001)
- CQMD (2003)
- DVD Live + Bonus (2005)
- The Jackpot (2007)
- Check That Funk (2008)

- Shoot The Freak (2011)
- Don't Be Shy (2016)